# Штелле-Виттенвурт
Штелле-Виттенвурт (нем. Stelle-Wittenwurth) — община в Германии, в земле Шлезвиг-Гольштейн. 
Входит в состав района Дитмаршен. Подчиняется управлению КЛьГ Веддингштедт.  Население составляет 487 человек (на 31 декабря 2010 года). Занимает площадь 10,71 км².
Коммуна подразделяется на 2 сельских округа.